# Cratere Tolstoj
Tolstoj è un cratere d'impatto presente sulla superficie di Mercurio, a 16,24° di latitudine sud e 164,66° di longitudine ovest. Si distinguono due principali anelli, meno marcati verso nord-nord-est, di circa 356 e 510 km. Un ulteriore tratto d'arco, con diametro di 466 km, è presente verso sud-est.
Il cratere è dedicato allo scrittore russo Lev Tolstoj. A suo volta il cratere dà il nome alla maglia H-8, precedentemente nota come Phaethontias e temporaneamente come Tir.